# 4321 Зиро
4321 Зиро (4321 Zero) је астероид главног астероидног појаса са средњом удаљеношћу од Сунца која износи 3,060 астрономских јединица (АЈ).
Апсолутна магнитуда астероида је 12,9.